# Очаровательная проказница
«Очаровательная проказница» (фр. La Belle Noiseuse, дословно «Прекрасная спорщица») — 4-часовой кинофильм режиссёра Жака Риветта, вышедший на экраны в 1991 году и удостоенный гран-при Каннского фестиваля. Съёмки проходили в старинном имении Асса под Монпелье. В главных ролях заняты Мишель Пикколи, Джейн Биркин и Эммануэль Беар.

## Сценарий
Сценарий по мотивам повести Оноре де Бальзака «Неведомый шедевр», повествующей о молодых летах Николя Пуссена. Хотя имена основных действующих лиц сохранены, действие перенесено из начала XVII века в наше время. Концовка вдохновлена рассказами Генри Джеймса и не имеет с бальзаковской ничего общего.

## Сюжет
Пожилой художник Эдуард Френхофер (Мишель Пикколи) десять лет назад начал рисовать картину «Очаровательная проказница», однако женился на натурщице Лиз (Джейн Биркин), после чего впал в затяжной творческий кризис и забросил работу. Когда к художнику приезжает его молодой коллега Николя (Давид Бурштейн) со своей юной подругой Марианной (Эммануэль Беар), вдохновлённый её красотой Эдуард решает завершить начатую картину. Марианна начинает ходить в студию позировать. Эдуард ставит её в самые необычные позы, не считаясь с её удобством. Из долгих споров девушки с мастером рождается шедевр.
За время работы над картиной Марианна меняется, словно бы открывая в себе нечто новое. Она принимает решение разорвать свои отношения с ревнующим её Николя. Муки рождения шедевра также отравляют отношения Френхофера с женой. Художник принимает решение замуровать картину внутри стены своей студии.

## Над фильмом работали
- Мишель Пикколи — Эдуард Френхофер, художник
- Джейн Биркин — Лиз, его жена
- Эммануэль Беар — Марианна
- Марианна Деникур — Жюльенн
- Давид Бурштейн — Николя, любовник Марианны
- Жиль Арбона — Порбюс
- Мари Белью — Магали
- Мари-Клод Роже — Франсуаза
- Дэфни Гудфеллоу — один из двух туристов
- Сьюзэн Робертсон — второй турист
- Лейла Ремили — служанка

Рисующая в кадре рука принадлежит художнику Бернару Дюфуру (Bernard Dufour).

## Сокращённая версия
Согласно контракту через год после выхода фильма на экраны Риветт подготовил для телепоказа сокращённую в 2 раза версию «Прекрасной спорщицы». Она имеет подзаголовок Divertimento — так называл вариации на темы своих балетов Игорь Стравинский, чья музыка звучит в титрах. В этом варианте использованы исключительно те версии сцен, которые не вошли в исходный фильм. Поскольку кадры с рисующим Дюфуром почти все были использованы в четырёхчасовой версии, в «Дивертисменте» меньше обнажённой натуры и сцен позирования, а основной акцент смещён на драму отношений Френхофера с ревнующей его женой.

## Награды и номинации
- 1991 — две награды Каннского кинофестиваля: Большой приз жюри и Специальное упоминание экуменического жюри (оба — Жак Риветт)[1]
- 1992 — Премия синдиката кинокритиков за лучший французский фильм[1]
- 1991 — Ассоциация кинокритиков Лос-Анджелеса (лучший фильм на иностранном языке)[1][2]
- 1992 — премия Кинэма Дзюмпо (лучший фильм на иностранном языке)[3]
- 1992 — пять номинаций на премию «Сезар»: лучший фильм (Жак Риветт), лучший режиссёр (Жак Риветт), лучший актёр (Мишель Пикколи), лучшая актриса (Эммануэль Беар), лучшая актриса второго плана (Джейн Биркин)